# Nguyễn Phúc Bửu Lộc
Hoàng thân Nguyễn Phúc Bửu Lộc (sinh ngày 22 tháng 8 năm 1914 tại Huế, mất ngày 27 tháng 2 năm 1990 tại Paris) là Thủ tướng Chính phủ kiêm Bộ trưởng Bộ Nội vụ của Quốc gia Việt Nam từ ngày 11 tháng 1 năm 1954 đến ngày 16 tháng 6 năm 1954 thì từ chức.

## Thân thế
Cha ông là cụ Nguyễn Phúc Ưng Tôn. Cụ Tôn là con cụ Nguyễn Phúc Hường Thiết và là cháu nội của Tuy Lý Vương Nguyễn Phúc Miên Trinh (con thứ 11 của vua Minh Mạng và là một nhà thơ có tiếng tăm). Như vậy, ông là chít nội của vua Minh Mạng tức là cháu 5 đời, gọi Minh Mạng là ông sơ; và là vai chú của vua Bảo Đại. Ông và bác sĩ Phạm Ngọc Thạch là anh em cô cậu ruột.
Lúc trẻ ông học trung học tại Hà Nội và sau đó học luật tại Đại học Montpellier.

## Tham chính

Nội các Bửu Lộc

Ông là Tham mưu trưởng của Bảo Đại vào năm 1948, sau đó được bổ nhiệm Đại diện đặc biệt của Quốc gia Việt Nam tại Đại hội đồng Liên Hợp Quốc.
Tháng 4 năm 1949, ông tuyên bố khẳng định lại chủ quyền của Việt Nam đối với quần đảo Hoàng Sa.
Sang năm 1951 ông là Hội trưởng của Hội Hoàng gia ở Paris và là Cao ủy đại diện Quốc gia Việt Nam tại Pháp.
Sau đó, Quốc trưởng Bảo Đại bổ nhiệm ông làm Bộ trưởng Bộ Nội vụ của Quốc gia Việt Nam. Ngày 17 tháng 12 năm 1953 khi Thủ tướng Nguyễn Văn Tâm đệ đơn từ chức thì Bửu Lộc được giao việc thành lập nội các mới. Ngày 11 tháng 1 năm 1954, Bảo Đại ra sắc lệnh số 4/CP chuẩn y danh sách nội các mới. Hoàng thân Bửu Lộc làm thủ tướng từ ngày 11 tháng 1 đến ngày 16 tháng 6 năm 1954 thì từ chức; Ngô Đình Diệm lên kế nhiệm.

## Gia cảnh
Ông kết hôn vào năm 1958 với một phụ nữ Pháp nhũ danh là Pacteau. Hai ông bà chỉ có một con trai, Jean-François Nguyễn Phúc Vĩnh Lộc (sinh 18 tháng 10 năm 1959).
Ông qua đời vào năm 1990 tại Paris, hưởng thọ 76 tuổi.